# 岩香腸
岩香腸（英語：Boudinage）

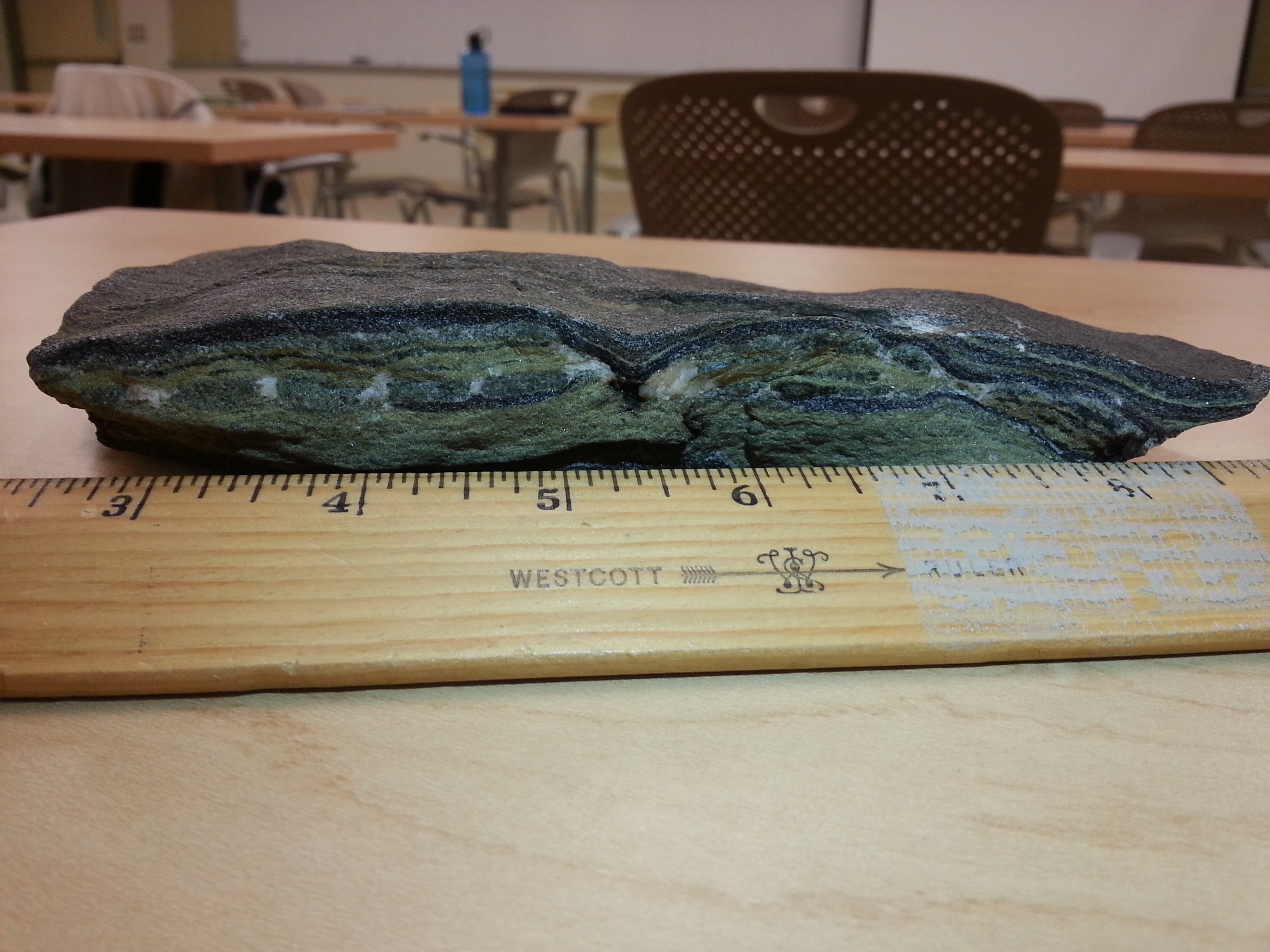
小型岩香腸

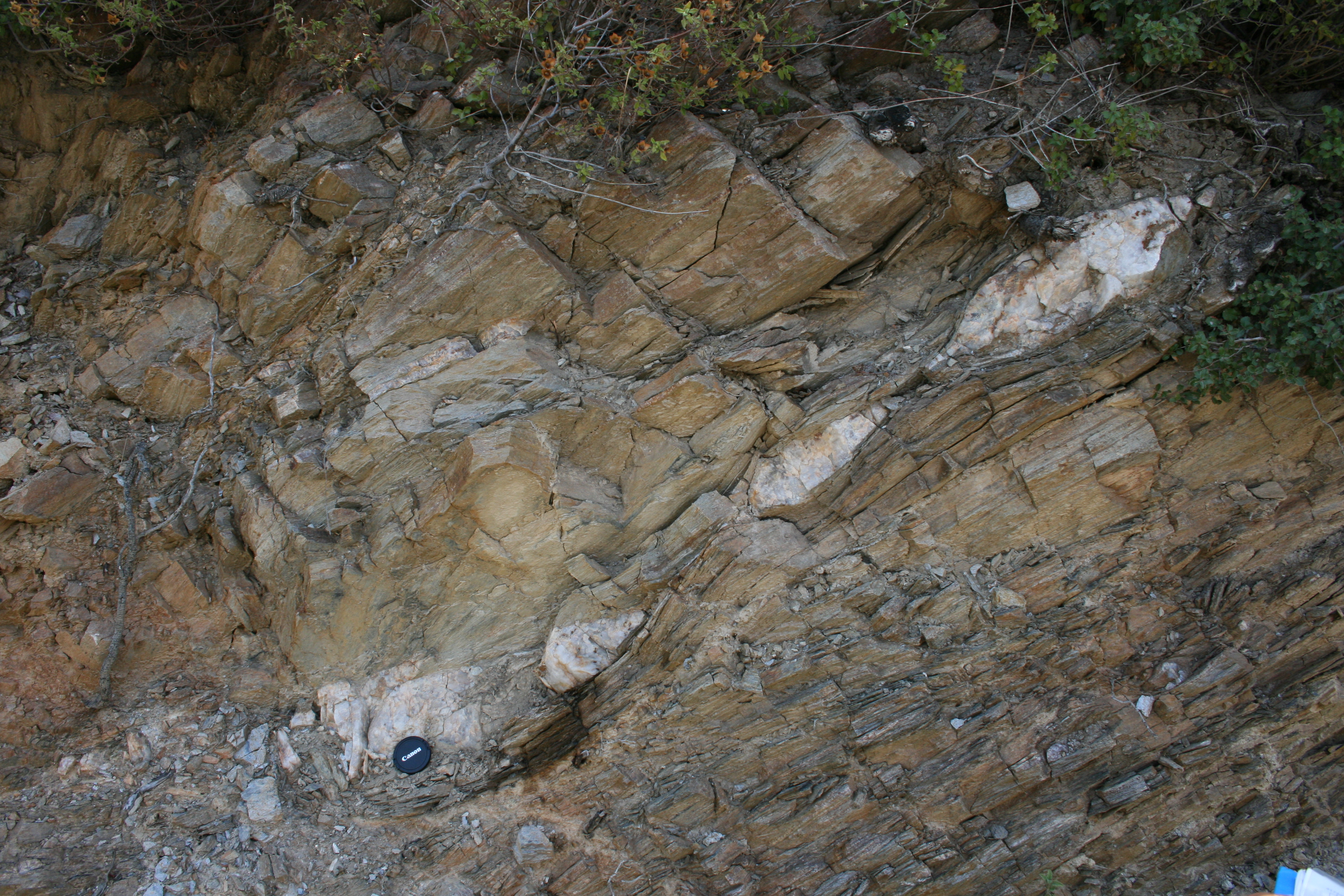
藍片岩中的石英岩香腸，地點：Samos, 希臘.

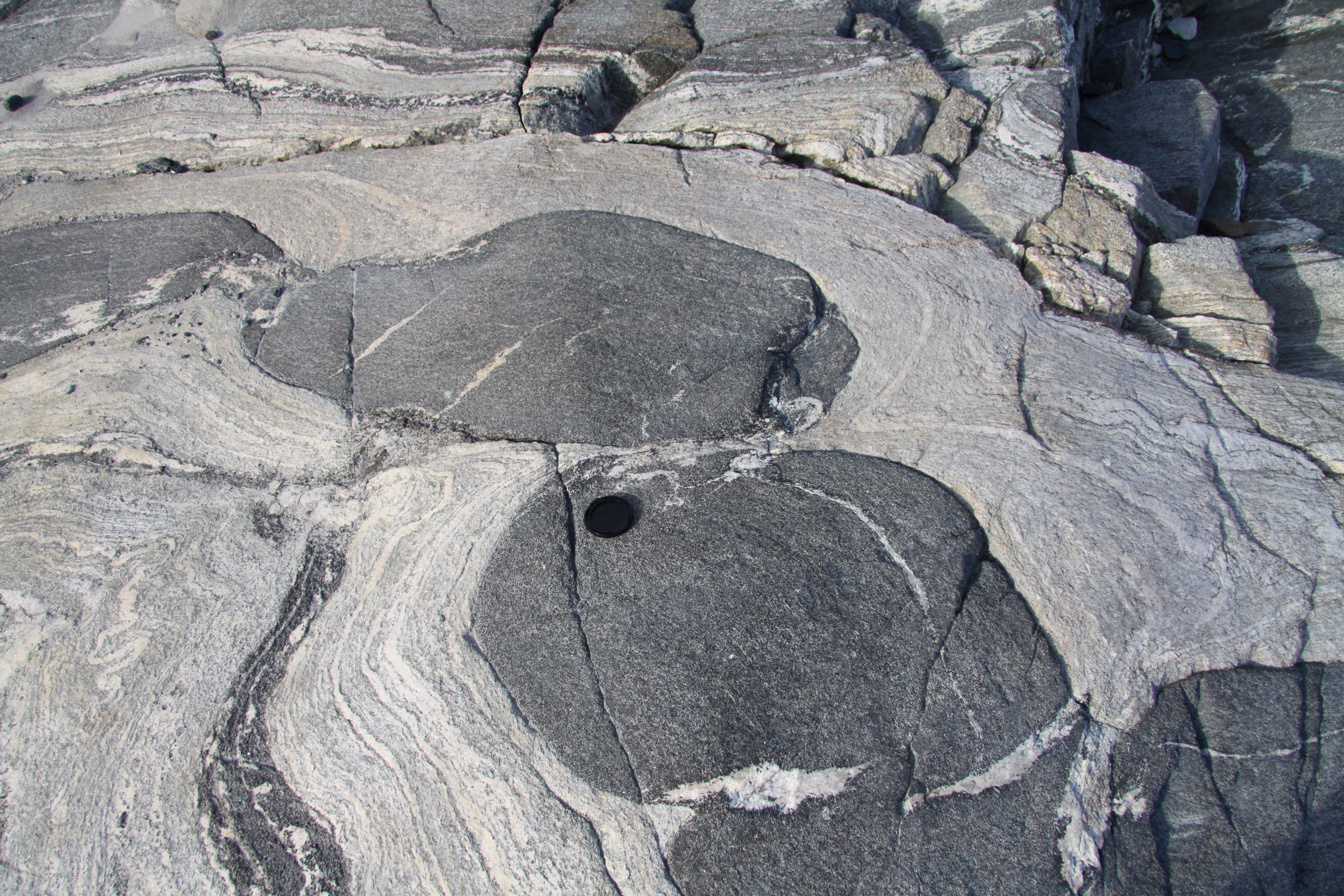
岩香腸，地點：格林蘭，近Kangerlussuaq

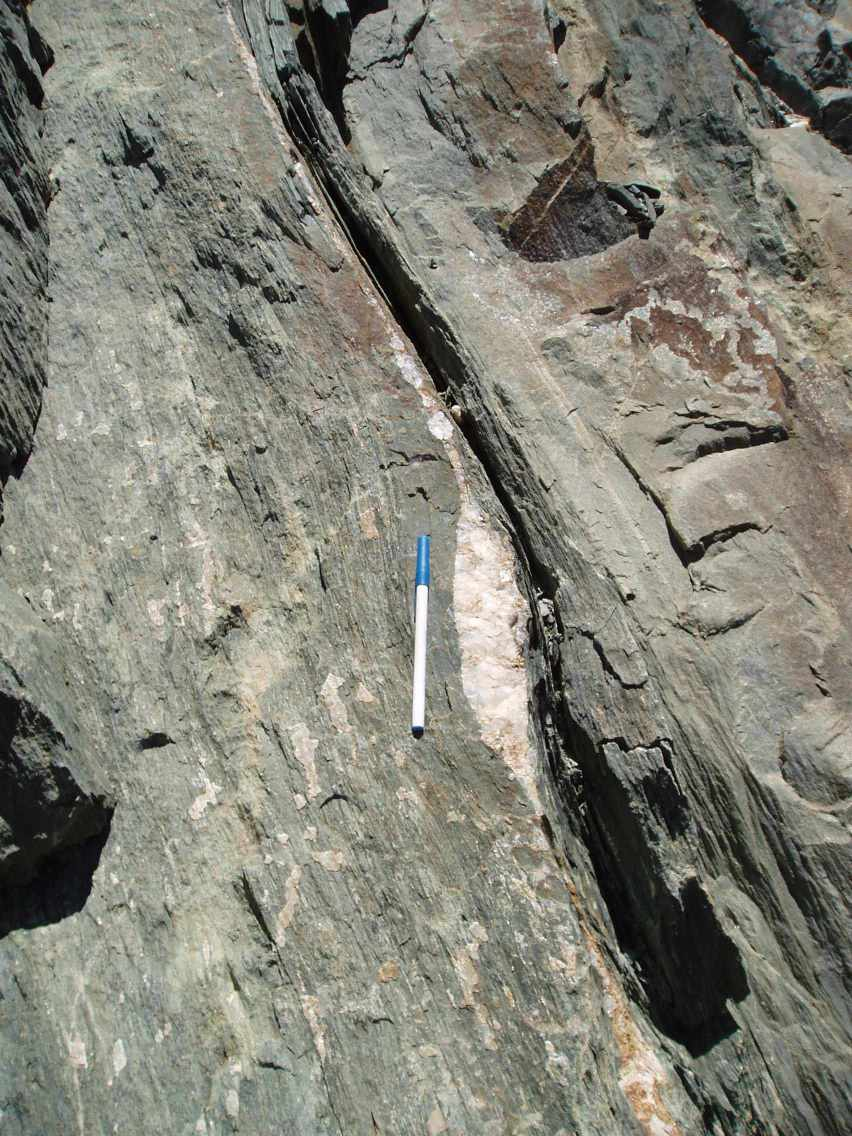
剪切力形成的葉面層理面上的岩香腸狀石英岩脈, 地點：Starlight Pit, Fortnum Gold Mine, 澳洲西部.

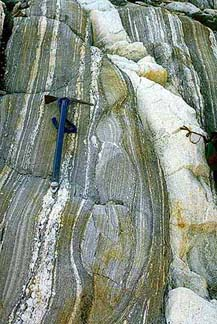
含花崗岩岩墻的帶條狀片麻岩：片麻岩屬硬體，呈岩香腸狀被剪切力形成的軟體包圍

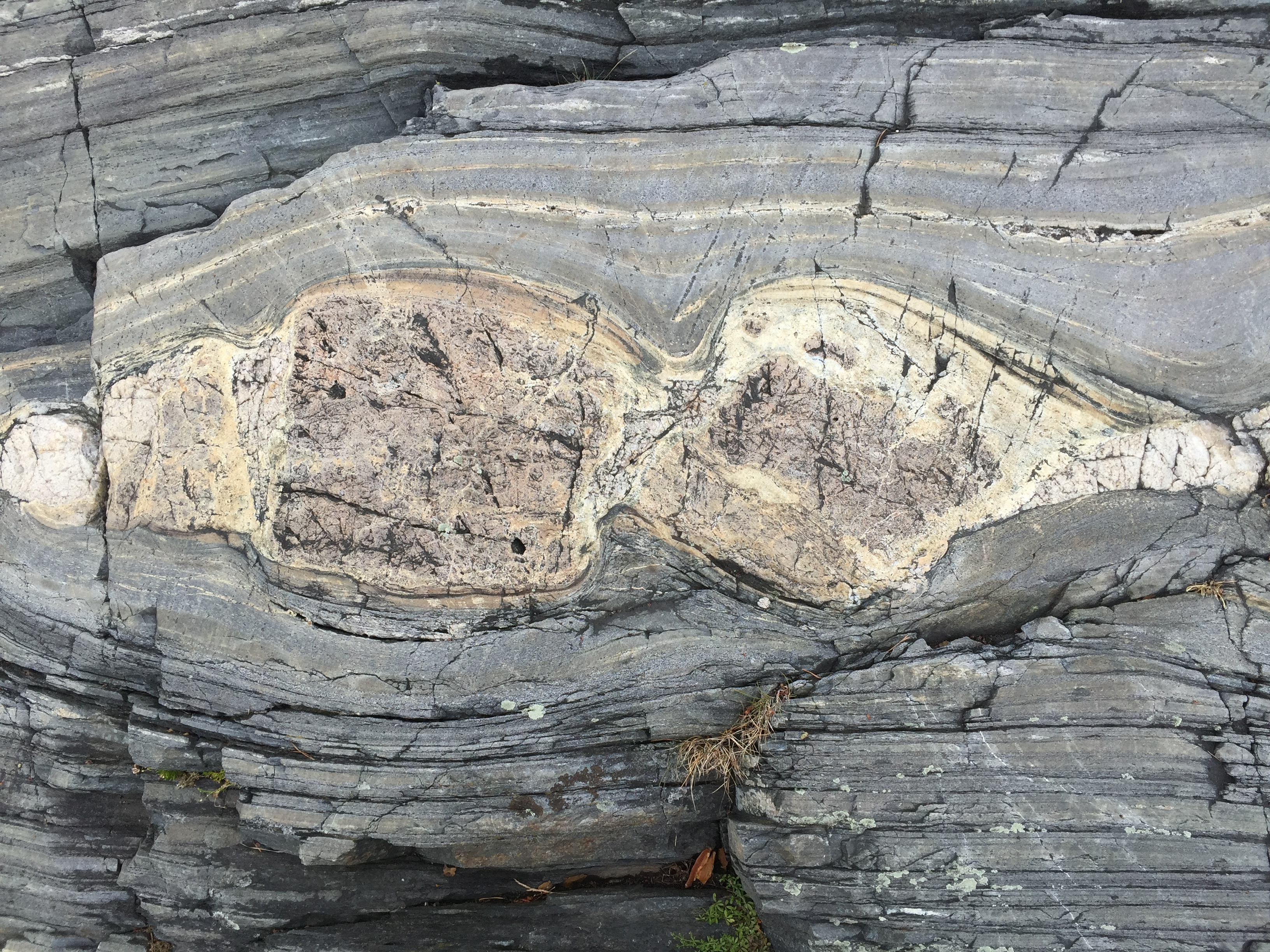
岩香腸，地點： Island of Uto, Stockholm Archipelago, 瑞典

是一種由延伸形成的一種地質結構，其中硬性板狀岩體（例如角岩）在較軟性的岩石環境中被拉伸和變形所造成的。 當硬性板狀岩體被拉漲時，會破裂形成香腸狀的岩體。岩香腸很常見，規模大小均有，從顯微鏡下到岩石圈，都可看到。 在岩石圈中，的岩香腸構造代表大規模岩層的蠕動。 研究岩香腸可以深入了解岩石構造變形所涉及的力及其強度。

## 形成
岩香腸有兩種方式形成發展：平面岩體破裂成矩形碎片或通過頸縮或被拉長成粗細間隔的的凹陷和凸起 。 岩香腸是在剪切應力下的典型特徵，在剪切應力下，平行于剪切力方向，岩體拉伸，垂直方向賊被縮短，導致硬岩體破裂。呈現出特有的香腸或桶形。它們有時可以形成矩形結構。延性變形有利於形成香腸而不是疊瓦狀壓裂。岩香腸有時會被分開；這種分離區域被稱為香腸頸 。
在三維空間上，根據延伸的軸和各向同性，岩香腸可呈現帶狀或巧克力方塊狀。厚度範圍從大約 20 m到 1 cm。

## 類型
岩香腸有三種不同類型。無滑動、s-滑動和a-滑動。若沒有滑動時，岩香腸呈現對稱的結構。 當岩香腸滑動與剪切運動反向相反時，形成s-滑動岩香腸，若運動反向相同時，則形成發生在 a-滑動岩香腸。發生在它與剪切方向移動時。根據它們的一般形狀，這些類型可以進一步分為 5 個不同的組.